# Schlacht von Noisseville
Weißenburg – Spichern – Wörth – Colombey – Straßburg – Toul – Mars-la-Tour – Gravelotte – Metz – Beaumont – Noisseville – Sedan – Sceaux – Chevilly – Bellevue – Artenay – Châtillon – Châteaudun – Le Bourget – Coulmiers – Amiens – Beaune-la-Rolande – Villepion – Loigny und Poupry – Orléans – Villiers – Beaugency – Nuits – Hallue – Bapaume – Villersexel – Le Mans – Lisaine – Saint-Quentin – Buzenval – Paris – Belfort
Die Schlacht bei Noisseville am 31. August und 1. September 1870 zwischen der französischen Rheinarmee unter Bazaine und der deutschen Zernierungsarmee vor Metz war eine Schlacht des Deutsch-Französischen Krieges. Benannt ist sie nach einem Dorf im Département Moselle, Region Lothringen, etwa 8 Kilometer östlich von Metz.

## Hintergrund
Marschall Bazaine war mit der französischen Rheinarmee nach der Schlacht bei Gravelotte durch die deutsche 2. Armee unter Prinz Friedrich Karl Nikolaus von Preußen vollständig eingeschlossen worden. Bereits am 26. August 1870 befahl er einen ersten Ausfall aus der Festung, um den deutschen Einschließungsring zu umgehen. In der Nähe des Fort St. Julien (zwischen Noisseville und der Mosel) sammelten sich insgesamt drei französische Korps mit dem erklärten Ziel, in Richtung Thionville (Diedenhofen) auszubrechen. Die Garnison der Festung in Thionville hatte sich auf das Eintreffen der Einheiten bereits eingestellt und Nachschub an Lebensmitteln bereitgestellt. Weiterhin waren hier Pontonbrücken für die zusätzlichen Querungen der Orne und der Mosel bereitgestellt worden. Der Angriff geriet jedoch in schlechtes Wetter und gab hier den Preußen Zeit, ihre Verteidigung zu organisieren. Der langsame Vormarsch der Franzosen konnte bereits von den deutschen Vorposten gestoppt werden und bald begann der Rückzug in den Schutz der Festung St. Julien.

## Aufmarsch der Gegner
Marschall Bazaine hatte in den ersten Wochen der Belagerung immer wieder Informationen und Nachrichten über die Aufstellung der Châlon-Armee unter Marschall Mac-Mahon erhalten, unterrichtete selbst jedoch erst am 29. August seine Korpsgeneräle vom bereits laufenden Entsatzversuch. Diese späte Information war nach dem Krieg einer der Hauptvorwürfe gegen Bazaine im Kriegsgerichtsverfahren wegen Verrats.
Bazaines Plan sah vor, auf dem rechten Ufer der Mosel mit seiner ganzen Armee die feindliche Einschließung zu durchbrechen, bei Diedenhofen die Mosel zu überqueren und sich in Richtung Sedan mit Mac-Mahon zu vereinigen. Er ordnete für einen neuerlichen Ausfall an, dass das III., IV., VI. und als Reserve das II. Korps in der Nacht des 30. August die Brücken unterhalb der Festung überschreiten und am nächsten Morgen (31. August 1870) die beherrschende Höhe von Ste.-Barbe nehmen sollten; erst nach Erstürmung der Höhe sollte der Abmarsch der Armee angetreten werden. Aus unerklärlichen Gründen verzögerte jedoch Marschall Bazaine den Beginn der Schlacht immer weiter, so dass es wiederum den Preußen möglich war, Verstärkungen heranzuziehen. Ursprünglich standen in Noisseville lediglich drei preußische Bataillone.
Den deutschen Truppen standen etwa 96.000 Franzosen, acht Infanteriedivisionen und mehrere Kavalleriebrigaden mit zusammen 162 Geschützen gegenüber. Allerdings erhielten die deutschen Truppen auch Verstärkung von der linken Seite der Mosel. Teile des X. Korps überquerten die Mosel unterhalb von Metz beim Ort Hauconcourt und konnten daher den geplanten Fluchtweg von Bazaine nach Westen zusätzlich verlegen. Diese Truppenverlegungen fanden in Sichtweite der Franzosen statt.
Die Aufstellung der Franzosen zum angestrebten Durchbruch in Richtung Nordosten:
- VI. Korps unter Canrobert bildete entlang der Mosel den linken Flügel gegen Malroy und Rupigny.
- IV. Korps unter Ladmirault führt Angriff im Zentrum auf Failly.
- III. Korps unter Lebœuf bildete den rechten Flügel bei Noisseville
- II. Korps unter Frossard fungierte im zweiten Treffen in Richtung auf Malroy
- Als Reserve hielt das Gardekorps unter Bourbaki die Stellungen am Westufer der Mosel.

Den Franzosen gegenüber lagen am östlichen Moselufer etwa 41.000 Mann mit 138 Geschützen:
- die 3. Reserve-Division (Generalleutnant von Kummer) im Norden bei Malroy an der Mosel bis etwa Rupigny
- das I. Korps (1. und 2. Division) unter Edwin von Manteuffel in Servigny
- Hinzu kamen an der später nicht angegriffenen Südflanke die Einheiten des II. Korps im Raum Laquenexy. Insgesamt verfügte der preußische Oberkommandierende vor Metz am ersten Tag der Schlacht über fast 60.000 Soldaten.[1]

## Schlachtverlauf am 31. August

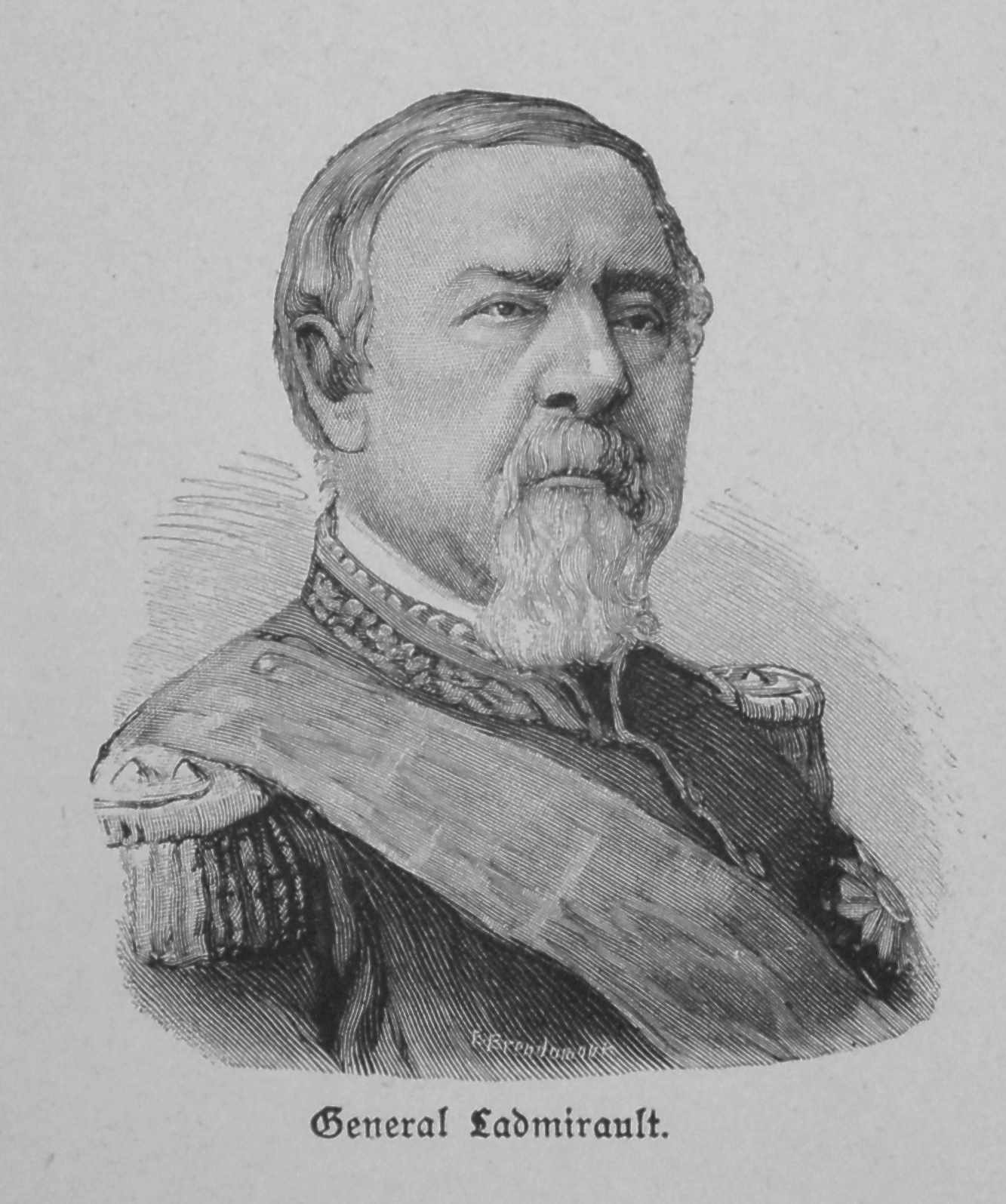
General Ladmirault

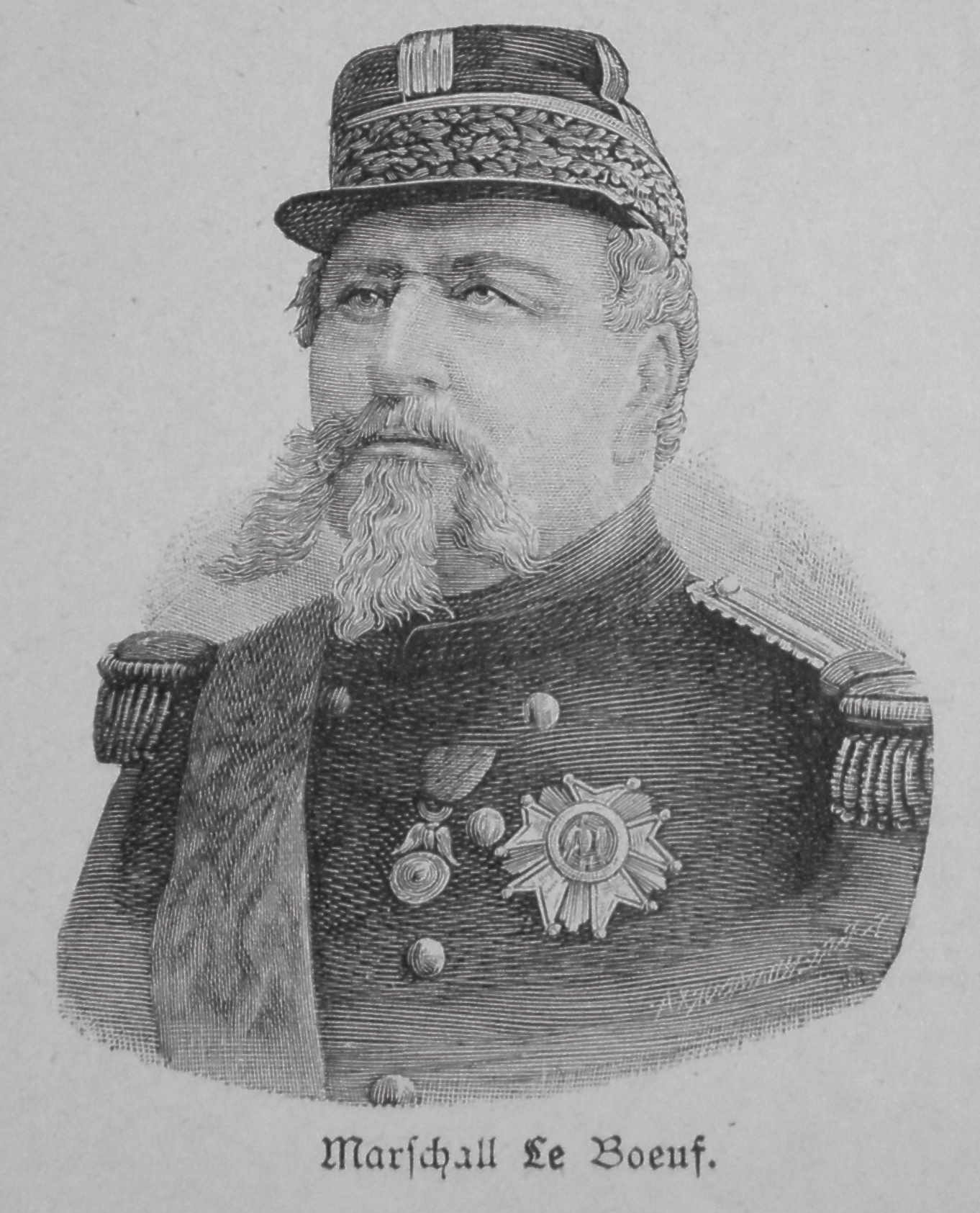
Marschall Le Boeuf

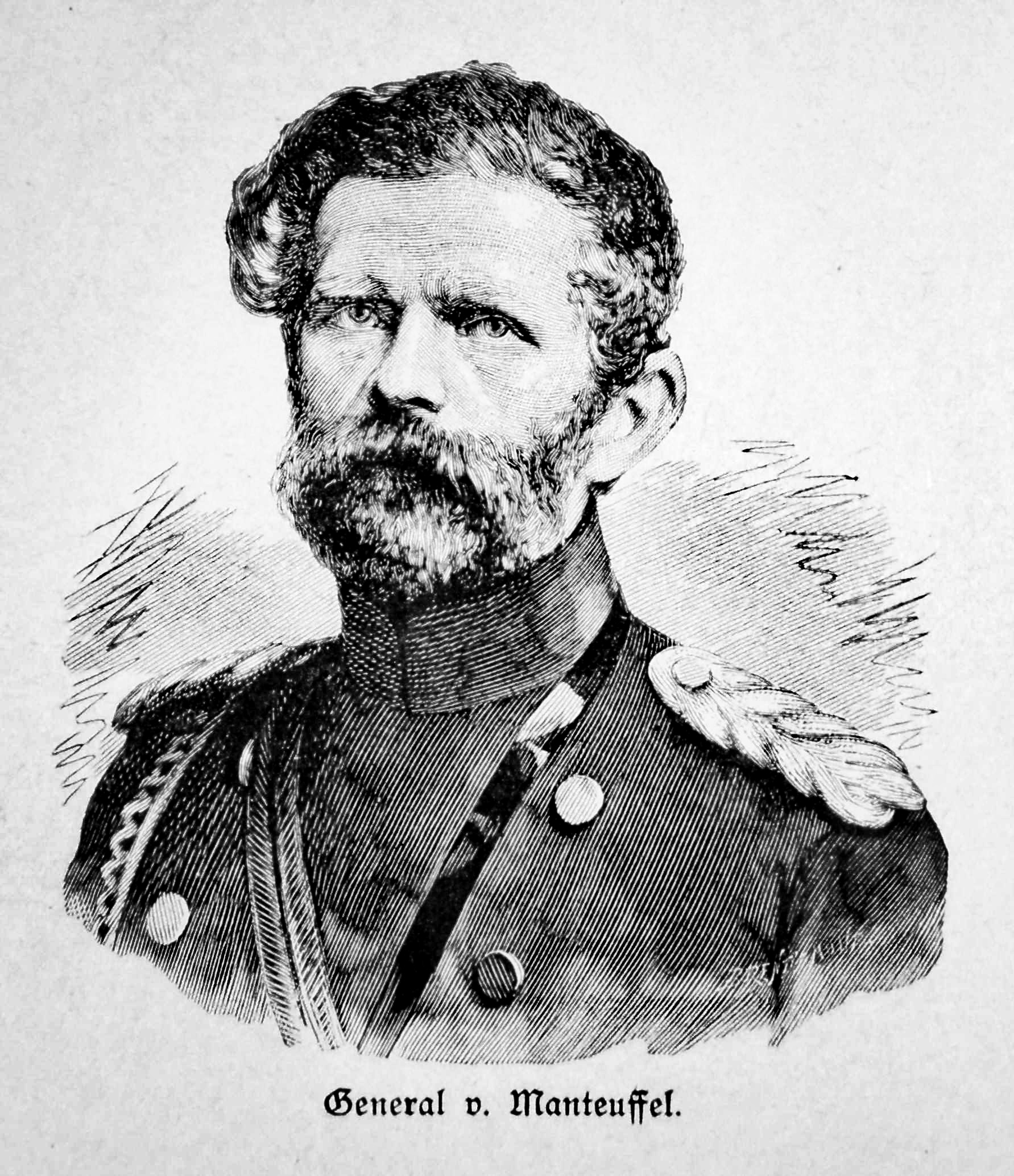
Edwin von Manteuffel

Marschall Bazaine hatte am frühen Morgen fast seine gesamte Armee auf dem rechten Moselufer versammelt, planmäßig sollte das III. Korps den Gegner im Süden festhalten, das II. Korps hatte in Richtung auf Montroy, das IV. Korps gegen die Linie Nouilly – Servigny – Failly, das VI. Korps in nördliche Richtung durchzubrechen. Die Garde blieb in Reserve. Anstatt einen sofortigen Angriff zu befehlen, wurden ab Mittag noch schwere 24-Pfund-Festungsgeschütze aus dem Fort St. Julien nach St. Barbe gebracht, um die angelegten Straßensperren zu zerstören. Diese Maßnahme kostete erneut mehrere Stunden.
Erst vier Uhr nachmittags wurde, unterstützt durch ein heftiges Geschützfeuer, der Kampf begonnen. Der erste Angriff richtete sich gegen die Linien der preußischen 1. Division unter Generalleutnant von Bentheim zwischen Failly und Noisseville. Als der französische Angriff begann, empfing General der Kavallerie von Manteuffel den auf St.-Barbe vorgehenden Feind sofort mit so wirksamem Feuer von 60 vor die eigentliche Verteidigungslinie vorgegangenen Geschützen, dass das Vordringen der Franzosen bereits hier ins Stocken geriet.
Nur auf dem rechten Flügel entriss die Brigade Justin Clinchant dem 4. Regiment das Dorf Noisseville um 6 Uhr, während ein Versuch der preußischen 3. Infanterie-Brigade unter von Memerty, das von den Franzosen besetzte Montoy wieder zu erobern, völlig scheiterte und auf dem äußersten rechten Flügel von den Franzosen auch Colombey und Aubigny genommen wurden. Dagegen wurde ein vom III. und IV. Korps bei Anbruch der Dunkelheit erneuerter Angriff auf die wichtigste Stellung bei Ste.-Barbe, die Dörfer Poix und Servigny, und des 6. Korps auf Failly von den ostpreußischen Regimentern zurückgewiesen.
Um 9 Uhr abends nahm die Division Aymard das Dorf Servigny mit dem Bajonett, wurde aber bereits um 10 Uhr unter großen Verlusten wieder daraus vertrieben. Das Resultat der Kämpfe des 31. August war also, dass es den Franzosen gelungen war, sich durch die Besetzung von Noisseville, Flanville, Coincy und Aubigny zwischen die 1. und 2. preußische Division keilartig einzuschieben, dass dieselben dagegen in der Hauptrichtung des beabsichtigten Durchbruchs gegen die Hochfläche von Ste.-Barbe infolge des hartnäckigen Widerstandes der Preußen keine Fortschritte zu erzielen vermocht hatten.
Der Angriff der Franzosen entwickelte nie die mögliche Stärke, sondern wurden nur halbherzig vorangetrieben, so erging an die Garde als Reserve kein Angriffsbefehl, so dass diese nicht in die Kämpfe eingriff. Das Gardekorps war bereits in der Schlacht bei Gravelotte in Reserve geblieben und stand daher ohne größere Ausfälle zur Verfügung. Auf der linken Seite der Mosel war Prinz Friedrich Karl in seinem Hauptquartier in Briey so siegessicher, dass er gleichzeitig einen Abmarsch von Verstärkungen nach Sedan vorbereitete. Er beließ die Führung der Abwehrkämpfe am östlichen Moselufer vollständig in den Händen des Generals von Manteuffel, sandte diesem aber noch am Abend vorsorglich das IX. Armeekorps unter General von Manstein zur Unterstützung.

## Schlachtverlauf am 1. September

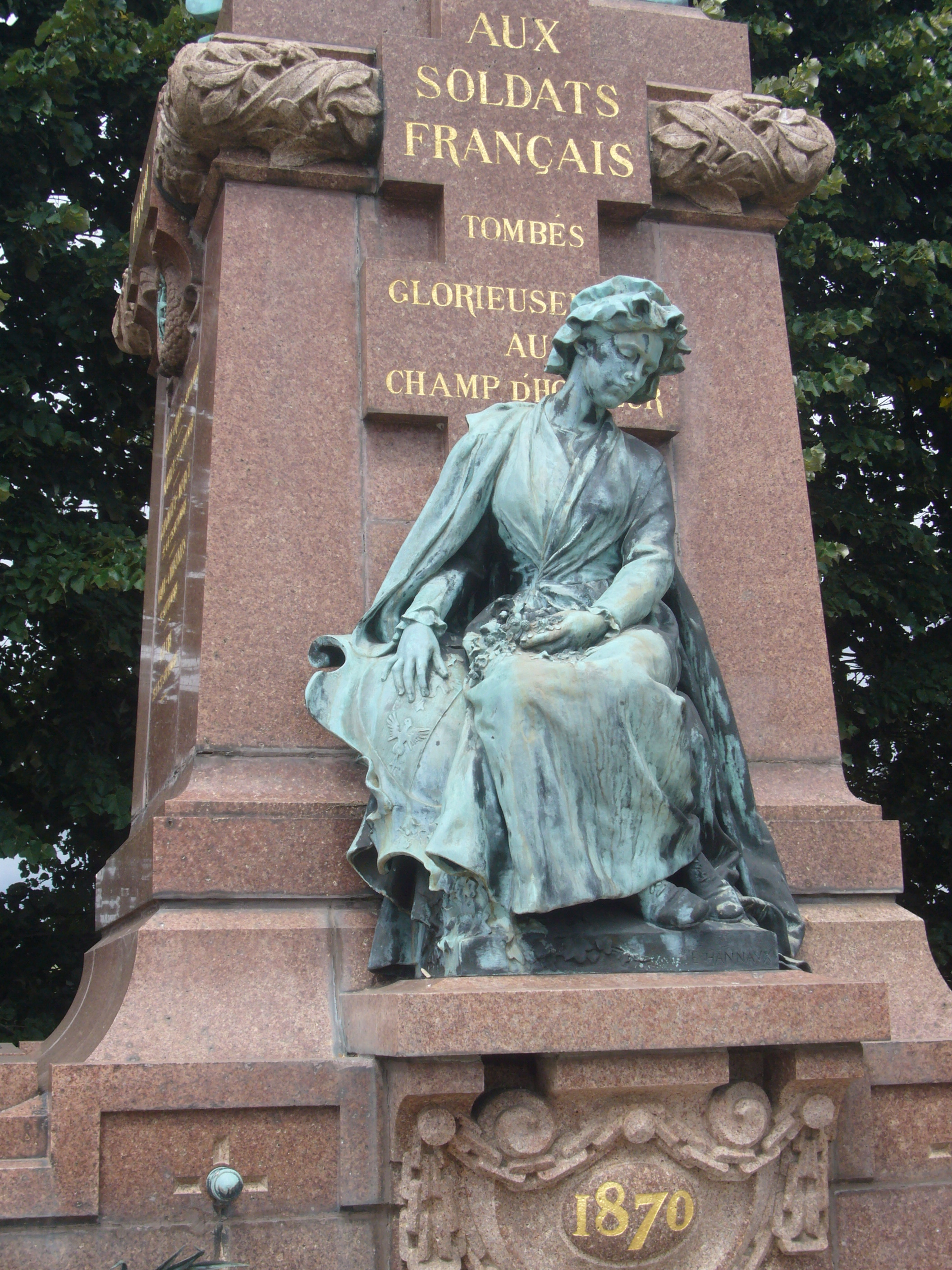
Noisseville, Kriegerdenkmal, Detail: Allegorie der „Trauernden Lotharingia“, Die Einweihung des Denkmals zu Ehren der gefallenen französischen Soldaten am 4. Oktober 1908 geriet zu einer der größten und eindrucksvollsten profranzösischen Kundgebungen im Reichsland Elsass-Lothringen während der deutschen Herrschaft. Das Denkmal liegt direkt an der Route départementale Metz-Boulay (D954).

General von Manteuffel, am frühen Morgen des 1. September durch die Ankunft des IX. Armee-Korps verstärkt, versuchte, das am Vortag verlorene Noisseville wiederzuerobern, ein Unternehmen, das der preußischen 1. Division unter von Bentheim trotz energischer Angriffe aber nicht gelang. Ein weiterer Angriff der Brigade Memerty drang zwar in Flanville ein, scheiterte aber bei einem weiteren Angriff auf Noisseville. Vom Norden her rückte aus dem Vallieres-Tal auch die 6. Landwehr-Brigade zum Angriff vor, verlor aber während des Abwartens der Wirkung der Batterien ihren Kommandeur Oberst von Boenigk durch feindliches Geschützfeuer.
Manteuffel brachte die Artilleriestellung gegen Noisseville auf 114 Geschütze und ließ jetzt herankommende Reserven zum neuerlichen Angriff ansetzen – diesmal gegen die rechte Flanke der Franzosen. Das Eingreifen der 28. Infanterie-Brigade (vom VII. Korps) unter Generalmajor von Woyna entriss der französischen Division unter General Fauvart-Bastoul die Dörfer Flanville und Coincy. Marschall Lebœuf sah seine rechte Flanke gefährdet und gab seinem Korps den Befehl zum Rückzug, dem sich auch die nördlicher stehenden Korps anschließen mussten. Ein Angriff der Franzosen auf Failly und Rupigny wurde nicht nur abgewiesen, sondern nach dem vollständigen Eingreifen der 18. Division unter General von Wrangel sogar über den Bach von Chieulles zurückgeworfen. Um 11 Uhr besetzten die Preußen ohne Widerstand Noisseville wieder, und in der Mittagsstunde befand sich die gesamte französische Armee unter dem Schutz der Kanonen von Metz im geordneten Rückzug in die Festung.
Die Verluste der am zweiten Schlachttag auf 70.000 Mann und 300 Geschütze verstärkten deutschen Armee am Ostufer der Mosel betrugen in den zweitägigen Kämpfen an Toten und Verwundeten 128 Offiziere, 2850 Mann, die der französischen Armee 146 Offiziere und 3401 Mann.